# Колодий, Иван Михайлович
Иван Михайлович Колодий (1912—1954) — участник Великой Отечественной войны, Герой Советского Союза (1943).

## Биография
Родился 1 мая 1912 года в селе Киевка (ныне — посёлок в Нуринском районе Карагандинской области Казахстана). Украинец.
Окончил ликбез, после чего работал в кишлаке в Сурхандарьинской области Узбекской ССР, затем кузнецом в плодовом питомнике.
В 1941 году призван на службу в Рабоче-крестьянскую Красную Армию. С апреля 1942 года — на фронтах Великой Отечественной войны. К октябрю 1943 года ефрейтор Иван Колодий был радиотелеграфистом 118-го артиллерийского полка 69-й стрелковой дивизии 65-й армии Центрального фронта. Отличился во время битвы за Днепр.
В ночь с 14 на 15 октября 1943 года Колодий под массированным вражеским огнём переправился через Днепр в районе посёлка Радуль Репкинского района Черниговской области Украинской ССР. Во время переправы лодка, в которой находился Колодий, была разбита. Несмотря на полученное тяжёлое ранение, Колодий с радиостанцией сумел вплавь добраться до берега. На плацдарме он корректировал огонь артиллерийских батарей по противнику.
Указом Президиума Верховного Совета СССР от 30 октября 1943 года за «образцовое выполнение боевых заданий командования на фронте борьбы с немецкими захватчиками и проявленные при этом мужество и героизм» ефрейтор Иван Колодий был удостоен высокого звания Героя Советского Союза с вручением ордена Ленина и медали «Золотая Звезда» за номером 1593.
После окончания войны Колодий продолжил службу в Советской Армии. Окончил Молотовское военно-морское авиатехническое училище.
Проживал в Кирове, работал председателем одного из райкомов ДОСААФ.
Скоропостижно скончался от последствий полученных на фронте ранений 18 ноября 1954 года. Похоронен на Мезринско-Петелинском кладбище Кирова.
Был также награждён рядом медалей.

## Память

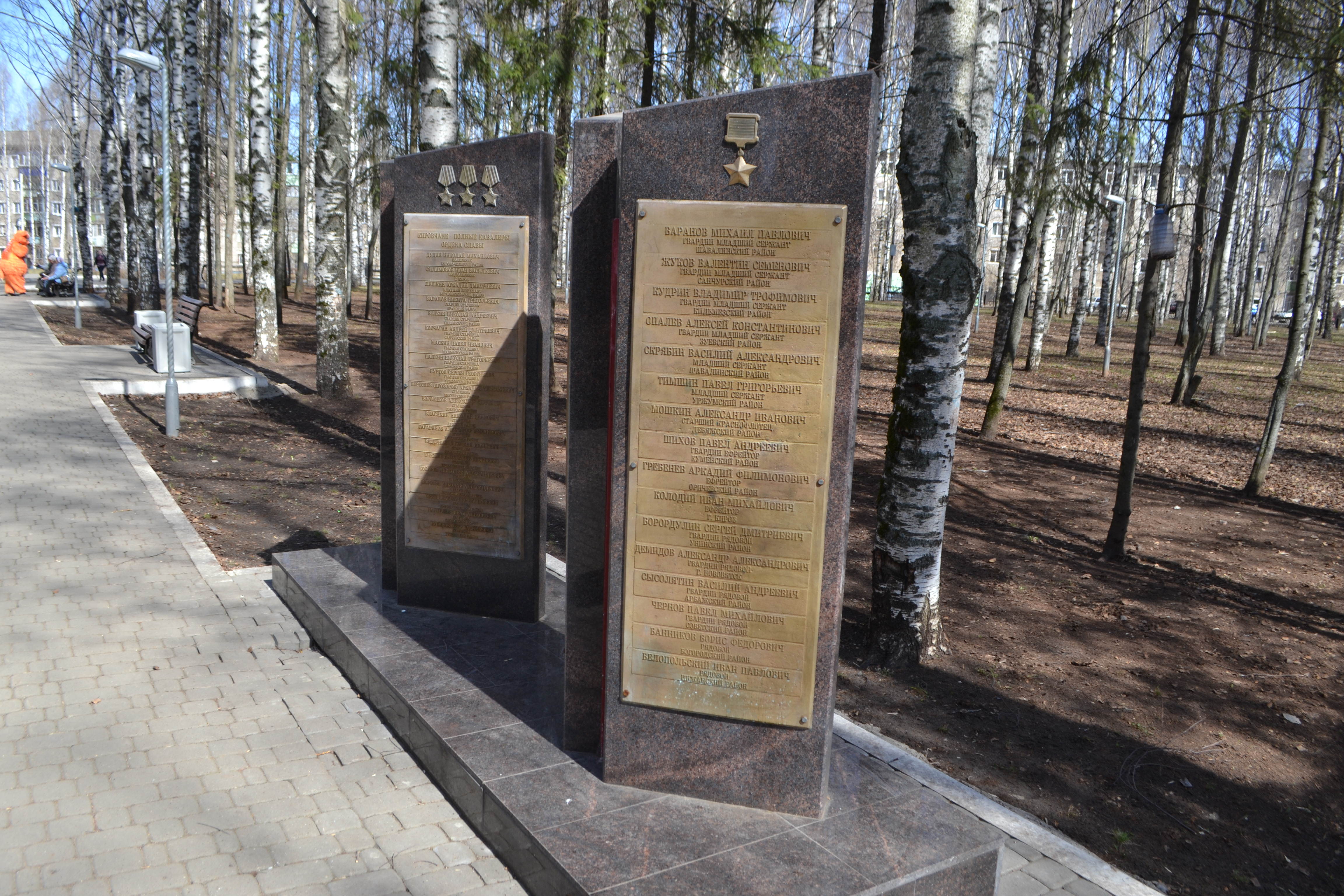
Имя Героя выбито на гранитной стеле на Аллее Славы в парке Победы города Кирова 2019.

- Имя Героя выбито на гранитной стеле на Аллее Славы в парке Победы города Кирова 2019.
- В честь Колодия в советское время назывался Дом пионеров и школьников Сурхандарьинской области. В настоящее время радиостанция и автомат Колодия находятся в экспозиции Центрального музея Вооружённых Сил Российской Федерации в Москве[2].
- Бронзовый бюст И. М. Колодия сооружен на Аллее Славы в поселке Нура Нуринского района Карагандинской области Республики Казахстан. Торжественное открытие бюста состоялось 07.05.2015.